# Laònit
Laònit (en grec antic Λαόνυτος) va ser, segons la mitologia grega un fill d'Èdip i de Jocasta.
Algunes tradicions antigues diuen que Èdip i Jocasta van tenir dos fills, Laònit i Fràstor, i tots dos van morir en la lluita que van mantenir els tebans contra els minies i el seu rei Ergí. Segons aquesta versió, Èdip hauria tingut una segona esposa, Eurigania, i va ser amb ella amb qui va tenir Etèocles i Polinices, Antígona i Ismene, a més d'una altra filla, Astimedusa.